# Missa Pro Pace (Kilar)
Missa Pro Pace AD 2000 is een compositie van de Pool Wojciech Kilar.
Een aantal titels in het oeuvre van Kilar wijzen richting religie; ook zijn nationaliteit wijst in die richting (Polen is grotendeels katholiek); en toen kwam Kilar met een Mis op de proppen. Uit deze gegevens zou kunnen worden afgeleid dat Kilar een religieuze componist is. Kilar wees dat zelf van de hand, zelfs bij dit werk. Kilar schreef, dat hij een componist is die voornamelijk voor de concertzaal schreef en als dat toevallig een religieus werk was, dan kwam dat per toeval zo uit. De mis is opgedragen aan het Filharmonisch Orkest van Warschau, dat in 2001 zijn honderdjarig bestaan vierde. Dat symfonieorkest verzorgde dan ook de eerste uitvoering op 12 januari 2001, dat later op compact disc verscheen.

## Muziek
De compositie volgt het gehele verhaal van de mis en bestaat dus uit zeven delen:
1. Kyrie
2. Gloria
3. Credo
4. Sanctus
5. Benedictus
6. Agnus Dei
7. Dona nobis pacem

Het tempo wordt de hele compositie op Adagio gehouden, een vrij langzaam tempo, maar uitstekend geschikt voor de gedragen (sostenuto, maestoso) muziek die Kilar componeert. Lange muzikale lijnen zijn dan ook in deze mis te vinden; af en toe worden deze lijnen herhaald zodat een spanningsopbouw plaatsvindt. Deze opbouw is niet zo traag als bijvoorbeeld in zijn Exodus, maar evengoed duidelijk aanwezig. Daarmee bevindt de componist zich in een uithoek van de minimal music. Deze muzikale stroming is aanwezig, zonder dat het werk daadwerkelijk tot die stroming behoort. Het werk is qua stemming sober, met een kentering in Dona nobis pacem. Het mag dan sobere muziek zijn; de orkestratie was dat zeker niet; een groot symfonie orkest is noodzakelijk op het geheel met solisten en koor te ondersteunen. Het intro is instrumentaal, maar al snel worden de zangers ingeschakeld.

## Orkestratie
- sopraan, alt, tenor, bariton
- koor
- 3 dwarsfluiten, 3 hobo’s, 3 klarinetten, 3 fagotten
- 4 hoorns, 3 trompetten, 3 trombones, 1 tuba
- 1 stel pauken, 2 harpen, piano
- violen, altviolen, celli, contrabassen

## Discografie
Uitgave Accord:
- Izabella Klosinska (s), Jadwiga Rappé (a), Charles Daniels (t), Romuals Tesarowizc (b)
- koor en orkest van het Warschau Filharmonisch Orkest
- leiding : Kazimierz Kord (koorleiding : Henryk Wojnarowski
- opname van de premiere.

## Bron
- de Accord compact disc
- PWM.com Pools muziecentrum voor orkestratie